# 红色名录指数
红色名录指数（Red List Index）是基于IUCN红色名录评估物种濒危状况变化的一种指标。是联合国千年发展目标的指标之一。
红色名录指数公式如下: 
{\displaystyle RLI_{t}=1-{\cfrac {\sum _{s}\!{W_{c(t,s)}}}{W_{EX}N}}}
其中，{\displaystyle W_{c}}为每一等级权重（weight for category c），{\displaystyle W_{EX}}为灭绝等级权重, {\displaystyle N}为被评估的物种总数（不包括数据缺乏物种和首次评估中被评为绝灭的物种）。等级权重的设置有多种方法，Equal-steps方法从近危到绝灭分别赋值1–5（需关注赋值为0、近危1、易危2、濒危3、极危4、野外绝灭和绝灭5）。Extinction-risk方法则将需关注赋值为0、近危0.0005、易危0.005、濒危0.05、极危0.5、野外绝灭和绝灭1。

## 参看
- 地球生命指数（Living Planet Index）
- 野鸟种群变化指数（Wild Bird Index）
- 野生动物照片指数（Wildlife Picture Index）